# Dipoena tingo
Espèce
Synonymes
- Dipoena inca Levi, 1963

Dipoena tingo est une espèce d'araignées aranéomorphes de la famille des Theridiidae.

## Distribution
Cette espèce se rencontre au Pérou dans la région de Huánuco et au Brésil dans les États d'Amazonas et du Roraima,.

## Description
La femelle holotype mesure 1,6 mm et le mâle 2,9 mm.

## Étymologie
Son nom d'espèce lui a été donné en référence au lieu de sa découverte, Tingo María.

## Publication originale
- Levi, 1963 : American spiders of the genera Audifia, Euryopis and Dipoena (Araneae: Theridiidae). Bulletin of the Museum of Comparative Zoology, vol. 129, no 2, p. 121-185 (texte intégral).